# Parafia Matki Bożej Nieustającej Pomocy w Gościcinie
Parafia Matki Bożej Nieustającej Pomocy w Gościcinie – parafia rzymskokatolicka, znajdująca się w archidiecezji gdańskiej, w dekanacie Luzino.